# Celowana terapia radioizotopowa analogami somatostatyny
Celowana terapia radioizotopowa analogami somatostatyny (ang. peptide receptor radionuclide therapy, PRRT) – metoda leczenia nieoperacyjnych rozsianych guzów neuroendokrynnych przewodu pokarmowego (GEP NET) polegająca na użyciu analogów somatostatyny znakowanych radioizotopami.

## Technika
Większość guzów GEP posiada receptory somatostatyny, które można uwidocznić w badaniu octreoscanem (131I-DTPA0oktreotydem). Pierwsze próby kliniczne radioterapii tych guzów opierały się na wysokich dawkach [111In (DTPA)0]oktreotydu. Następnym analogiem somatostatyny wprowadzonym do terapii był 90Y-DOTA-TOC (znakowany oktreotyd, OctreoTher). W badaniach klinicznych 1. i 2. fazy dowiedziono znacznego procentu całkowitych i częściowych remisji (10-30%), więcej niż w przypadku 111In-DTPA-oktreotydu. Najnowszy związek, [177Lu-DOTA0, Tyr2] oktreotat ma wyższą swoistość dla receptorów somatostatyny typu 2 i wyniki terapii z jego użyciem są według autorów prób klinicznych jeszcze bardziej zachęcające.

## Działania uboczne
Do najważniejszych działań ubocznych PRRT należą supresja szpiku kostnego, ciężka trombocytopenia, białaczka, niewydolność nerek. Niewydolności nerek zapobiega się podając roztwór aminokwasów (najczęściej argininy) jednoczasowo z wlewem analogów somatostatyny.